# یکپارچه‌سازی ویفرمقیاس
یکپارچه‌سازی ویفرمقیاس (به انگلیسی: Wafer-scale integration) (اختصاری دبلیواس‌آی) یا مجتمع‌سازی ویفرمقیاس سامانه‌ای از ساخت شبکه‌های مدار مجتمعِ (که معمولاً «تراشه» نامیده می‌شود) بسیاربزرگ از یک ویفر کامل سیلیکونی برای تولید یک تک «اَبَرتراشه» است. انتظار می‌رفت با ترکیب اندازه بزرگ و بسته‌بندی کاهش‌یافته، دبلیواس‌آی منجر به کاهش چشمگیر هزینه‌ها برای برخی سامانه‌ها، به ویژه ابررایانه‌های موازی شود، اما اکنون برای یادگیری عمیق استفاده می‌شود. این نام از عبارت یکپارچه‌سازی کلان‌مقیاس، حالت هنری در زمان توسعه دبلیواس‌آی گرفته‌شده است.

## نمای‌کلی
در فرایند ساخت مدار مجتمع معمولی، یک بلور استوانه‌ای بزرگ (گویه) سیلیکونی تولید می‌شود و سپس به دیسک‌هایی به نام ویفر بریده می‌شود. سپس ویفرها برای آماده شدن برای فرایند ساخت، تمیز و صیقل داده می‌شوند. یک فرایند عکاسی برای الگوبرداری از سطحی استفاده می‌شود که در آن مواد باید در بالای ویفر لایه‌نشانی شود و جایی لایه‌نشانی نشود. مواد مورد نظر لایه‌نشانی‌شده و ماسک عکاسی برای لایه بَعدی برداشته می‌شود. از آن به بعد ویفر به‌طور مکرر به این روش پردازش می‌شود و لایه به لایه مدار روی سطح قرار می‌گیرد.
چندین نسخه از این الگوها به صورت شبکه ای در سراسر سطح ویفر بر روی ویفر قرار می‌گیرند. پس از الگوبرداری از همه مکان‌های ممکن، سطح ویفر مانند یک ورق کاغذ نمودار به نظر می‌رسد، با خطوط شبکه‌ای که تک‌تک تراشه‌ها را مشخص می‌کنند. هر یک از این مکان‌های شبکه‌ای برای عیوب تولید توسط تجهیزات خودکار آزمایش می‌شوند. مکان‌هایی که معیوب هستند، ثبت و با یک نقطه رنگ علامت‌گذاری می‌شوند (این فرایند به عنوان «جوهرزنی دای» نامیده می‌شود و فنون‌های نوین‌تر ساخت ویفر دیگر نیازی به علامت‌گذاری فیزیکی برای شناسایی دای معیوب ندارند). سپس ویفر از هم جدا می‌شود برای برش تک‌تک تراشه‌ها اره می‌شود. این تراشه‌های معیوب دور ریخته می‌شوند یا بازیافت می‌شوند، در حالی که تراشه‌های کارا در بسته‌بندی قرار می‌گیرند و برای هر گونه آسیبی که ممکن است در طول فرایند بسته‌بندی رخ دهد دوباره آزمایش می‌شوند.
اجتناب از ایرادات روی سطح ویفرها و مشکلات در طول فرایند لایه‌سازی/لایه‌نشانش غیرممکن است و باعث می‌شود برخی از تراشه‌ها معیوب شوند. درآمد حاصل از تراشه‌های کارا باقی‌مانده باید تمام هزینه‌های ویفر و پردازش آن، از جمله تراشه‌های معیوب دور ریخته شده را بپردازد؛ بنابراین، هر چه تعداد تراشه‌های کارا بیشتر یا بازده بیشتر باشد، هزینه هر تراشه تکی کمتر می‌شود. به منظور به حداکثر رساندن بازده، می‌خواهند تراشه‌ها را تا حد امکان کوچک کنند، به طوری که بتوان تعداد تراشه‌های کارای بیشتری را در هر ویفر به دست آورد.

### کاهش هزینه
بخش قابل‌توجهی از هزینه ساخت (معمولا ۳۰٪ -۵۰٪) مربوط به آزمایش و بسته‌بندی تراشه‌های تکی است. هزینه بیشتر با اتصال تراشه‌ها به یک سامانه یکپارچه (معمولاً از طریق یک برد مدار چاپی) مرتبط است. یکپارچه‌سازی ویفرمقیاس به دنبال کاهش این هزینه و همچنین بهبود عملکرد با ساختن تراشه‌های بزرگتر در یک بسته است – در اصل، تراشه‌هایی به بزرگی یک ویفر کامل.
البته این کار آسانی نیست، زیرا با توجه به ایرادات روی ویفرها، یک طرح بزرگ چاپ شده روی ویفر تقریباً همیشه کار نمی‌کند. توسعه روش‌هایی برای رسیدگی به نواحی معیوب ویفرها از طریق منطق، به جای اره کردن آنها از ویفر، یک هدف مداوم بوده است. به‌طور کلی، این رویکرد از یک الگوی شبکه ای از زیرمدارها و «بازسیمی‌ها» در اطراف نواحی آسیب‌دیده با استفاده از منطق مناسب استفاده می‌کند. اگر ویفر به‌دست‌آمده دارای زیرمدارهای کارای کافی باشد، می‌توان آن را باوجود ایراد استفاده کرد.

### چالش‌ها
بیشترین تلفات در ساخت تراشه ناشی از نقص در لایه‌های ترانزیستور یا در لایه‌های فلزی با چگالی‌بالا است. روش دیگر - برساخت میان‌هابندسیلیکونی (Si-IF) - هیچ‌کدام روی ویفر نیست. Si-IF فقط لایه‌های فلزی با چگالی نسبتاً کم را روی ویفر قرار می‌دهد، تقریباً همان چگالی لایه‌های بالایی یک سامانه روی یک تراشه، و از ویفر فقط برای میان‌هابندها بین تراشک‌های کوچک بدون‌روکش با بسته‌بندی‌سخت استفاده می‌کند. پردازنده‌های مبتنی‌بر Si-IF و سوئیچ‌های شبکه مورد مطالعه قرار گرفته‌اند.

## تلاش‌ها برای تولید

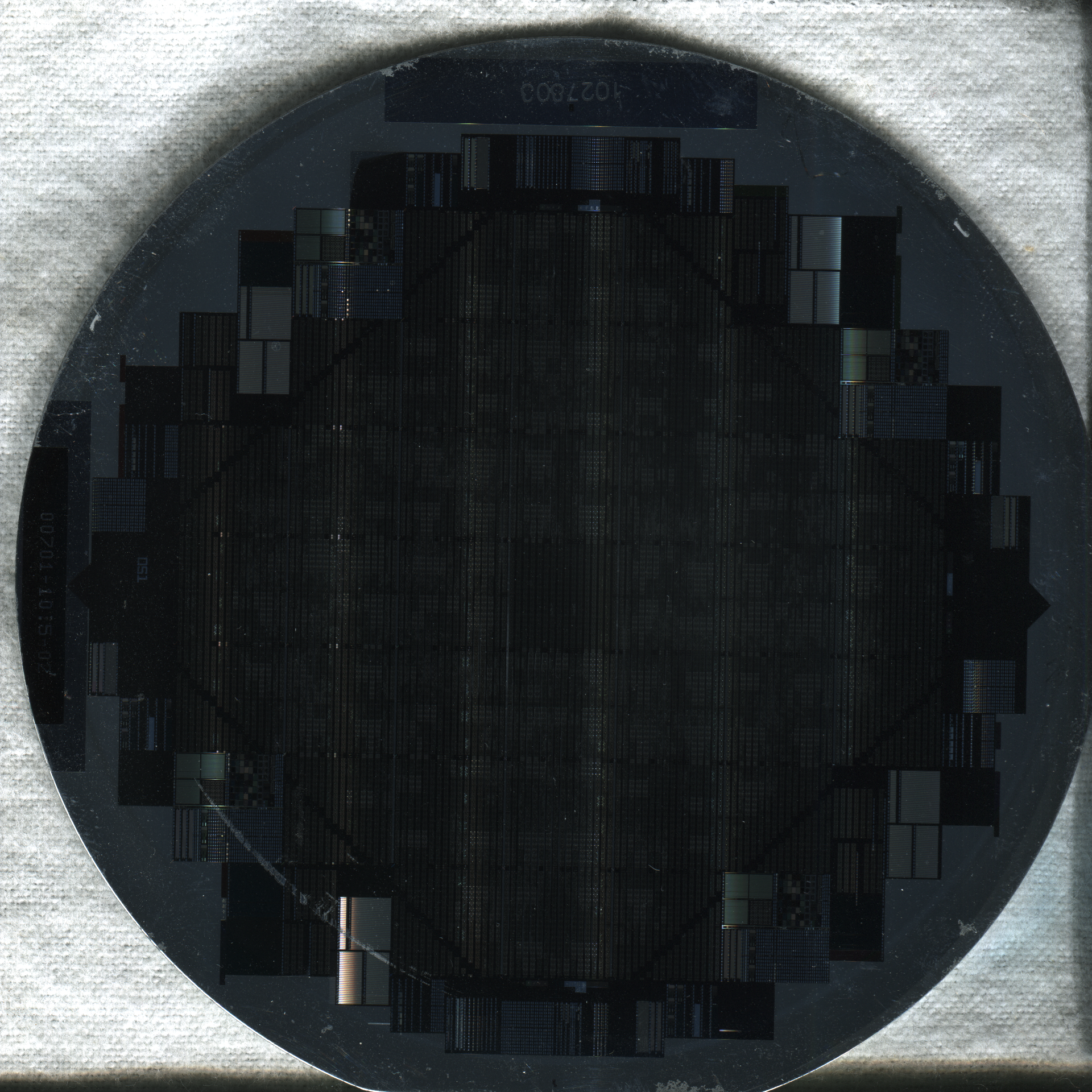
تلاش اولیه دبلیواس‌آی توسط تریلوژی سیستمز

بسیاری از شرکت‌ها در دهه‌های ۱۹۷۰ و ۱۹۸۰ تلاش کردند تا سامانه‌های تولید دبلیواس‌آی را توسعه دهند، اما همه شکست خوردند. تگزاس اینسترومنتز و شرکت آی‌تی‌تی هر دو آن را راهی برای توسعه ریزپردازنده‌های پیچیده خط‌لوله‌شده و ورود مجدد به بازاری می‌دانستند که در آن جایگاه خود را از دست می‌دادند، اما هیچ‌کدام محصولی را عرضه نکردند.
جین امدال همچنین تلاش کرد تا دبلیواس‌آی را به عنوان روشی برای ساخت یک ابررایانه توسعه دهد و تریلوژی سیستمز را در سال ۱۹۸۰ راه‌اندازی کرد و سرمایه‌گذاری‌هایی را ازگروه بول، اسپری کورپوریشن و دیجیتال ایکویپ‌منت کورپوریشن که (همراه با دیگران) ارائه کردند، به دست آورد. حدود ۲۳۰ میلیون دلار بودجه برآورد شده است. این طراحی شامل یک تراشه مربعی ۲٫۵ اینچی با ۱۲۰۰ پایه در پایین بود.
این تلاش با یک سری بلایای طبیعی از جمله سیل مواجه شد که ساخت کارخانه را به تأخیر انداخت و بعداً فضای داخلی اتاق تمیز را خراب کرد. مدال پس از اینکه تقریباً ۱/۳ سرمایه را از بین برد و چیزی برای نشان دادن آن نداشت، در نهایت اعلام کرد که این ایده تنها با بازدهی ۹۹٫۹۹٪ کار می‌کند، که تا ۱۰۰ سال اتفاق نمی‌افتد. او از سرمایه اولیه باقیمانده تریلوژی برای خرید الکسی، سازنده ابرکوچک‌رایانه‌ها، در سال ۱۹۸۵ استفاده کرد. تلاش‌های تریلوژی در نهایت پایان یافت و به الکسی تبدیل شد.
در سال ۱۹۸۹ آنمارتیک یک حافظه پشتهٔ ویفری را بر اساس فناوری آیور کَت توسعه داد، اما این شرکت نتوانست از عرضه کافی ویفرهای سیلیکونی اطمینان حاصل کند و در سال ۱۹۹۲ ورشکسته شد.

## افزاره‌های ویفرمقیاس درحال تولید

### پردازنده سریبراس سیستمز
در ۱۹ اوت ۲۰۱۹، شرکت آمریکایی سامانه‌های رایانهٔ سریبراس سیستمز پیشرفت توسعه دبلیواس‌آی خود را برای شتاب یادگیری عمیق ارائه کرد. تراشه موتور ویفرمقیاس (دبلیواس‌آی-۱) سریبراس ۴۶۲۲۵ میلی‌مترمربع (۲۱۵ × ۲۱۵ میلی‌متر) است که تقریباً ۵۶× بزرگ‌تر از بزرگ‌ترین دای پردازشگر گرافیکی است. این توسط تی‌اس‌ام‌سی با استفاده از فرایند ۱۶ نانومتری آنها ساخته شده است. دبلیواس‌آی-۱ دارای ۱٫۲ تریلیون ترانزیستور، ۴۰۰۰۰۰ هسته هوش مصنوعی، ۱۸ گیگابایت اس‌رَم روی تراشه، ۱۰۰ بیت بر ثانیه پهنای‌باند بافت (به انگلیسی: fabric) روی‌ویفر و ۱٫۲ بیت بر ثانیه پهنای‌باند بیرون‌ویفر ورودی/خروجی است. قیمت و نرخ کلاک فاش نشده است. در سال ۲۰۲۰، محصول این شرکت، سی‌اس-۱، در شبیه‌سازی دینامیک سیالات محاسباتی آزمایش شد. در مقایسه با ابررایانه ژول در ان‌ئی‌تی‌ال، سی‌اس-۱ ۲۰۰ برابر سریعتر بود، در حالی که انرژی بسیار کمتری مصرف می‌کرد.
در آوریل ۲۰۲۱، سریبراس دبلیواس‌آی-۲ را با دوبرابر تعداد ترانزیستورها و ۱۰۰٪ بازدهی ادعایی اعلام کرد، که با طراحی‌سازی سامانه‌ای که در آن می‌توان هرگونه نقص تولیدی را دور زد، به دست آمد. سامانه سریبراس سی‌اس-۲، که دارای دبلیواس‌آی-۲ است، درحال تولید سریال است.
در مارس ۲۰۲۴، سریبراس دبلیواس‌آی-۳ را با عملکرد دو برابر رکورددار قبلی، سریبراس دبلیواس‌آی-۲، با همان توان مصرفی و با همان قیمت معرفی کرد. باهدف‌گذاری در یادگیری هوش مصنوعی است و بر اساس فرایند ۵ نانومتری تی‌اس‌ام‌سی ساخته شده است.